# Грамота Верховної Ради України

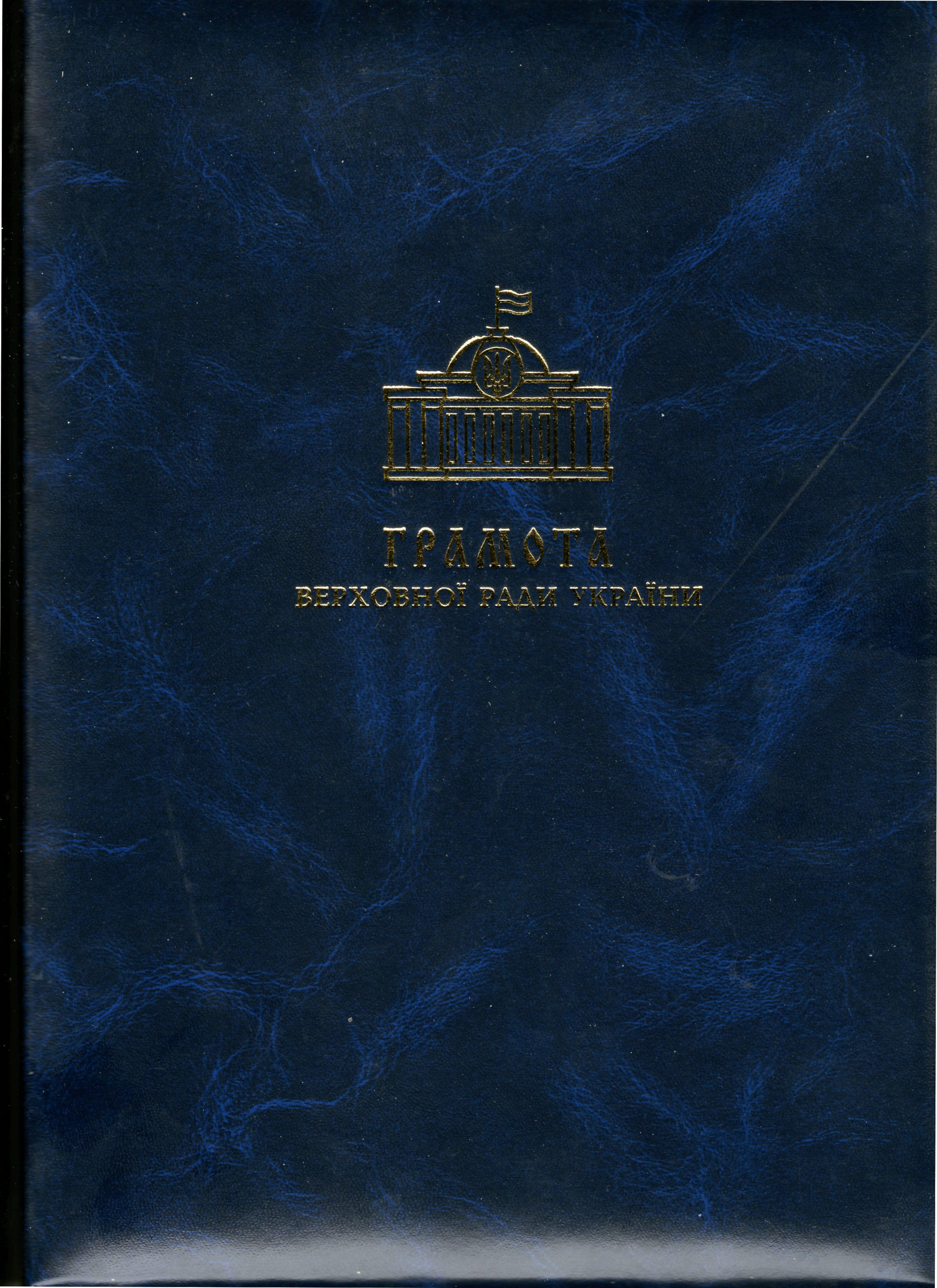
Обкладинка грамоти

Грамота Верховної Ради України є відзнакою Верховної Ради України за вагомий внесок у будь-яку сферу життєдіяльності держави, визначну громадсько-політичну діяльність, заслуги перед Українським народом у сприянні становленню та зміцненню України як демократичної, соціальної, правової держави, здійсненню заходів щодо забезпечення прав і свобод громадян, розвитку демократії, парламентаризму та громадянської злагоди в суспільстві, активну участь у законотворчій діяльності.
Вищою нагородою відносно Грамоти Верховної Ради України є Почесна грамота Верховної Ради України.  

## Підстави нагородження
Грамотою Верховної Ради України нагороджуються народні депутати України, державні службовці, громадяни України, які зробили значний особистий внесок у будь-якій сфері життєдіяльності держави, визначну громадсько-політичну діяльність, заслуги перед Українським народом у сприянні становленню та зміцненню України як демократичної, соціальної, правової держави, здійсненню заходів щодо забезпечення прав і свобод громадян, розвитку демократії, парламентаризму та громадянської злагоди в суспільстві, активну участь у законотворчій діяльності. 
Грамотою Верховної Ради України можуть нагороджуватися трудові колективи підприємств, установ і організацій, які зробили значний колективний внесок у зміцнення економічного, наукового та промислового потенціалу України, розвиток соціальної і гуманітарної сфер.
Грамотою Верховної Ради України можуть бути нагороджені іноземці та особи без громадянства.

## Висунення
Висунення особи для нагородження Грамотою Верховної Ради України здійснюється гласно, за її основним місцем роботи, а осіб, які не працюють, — органом місцевого самоврядування за місцем проживання.
Особу, трудовий колектив підприємства, установи чи організації може бути представлено до нагородження Грамотою Верховної Ради України один раз.
Подання про нагородження Грамотою Верховної Ради України вносяться до Верховної Ради України Головою Верховної Ради України, Першим заступником та заступником Голови Верховної Ради України, депутатськими фракціями, комітетами Верховної Ради України, Керівник апарату Верховної Ради України|Керівником Апарату Верховної Ради України, Уповноваженим Верховної Ради України з прав людини, Рахунковою палатою.
Клопотання про нагородження Грамотою Верховної Ради України перед посадовими особами та органами, можуть подавати стосовно:
- народних депутатів України — відповідний комітет Верховної Ради України, Спеціальна контрольна комісія Верховної Ради України з питань приватизації, депутатські фракції (депутатські групи) у Верховній Раді України після прийняття ними відповідного рішення;

- працівників Апарату Верховної Ради України — Керівник Апарату Верховної Ради України самостійно або за зверненням голів комітетів Верховної Ради України, голови Спеціальної контрольної комісії Верховної Ради України з питань приватизації, голів депутатських фракцій (депутатських груп) у Верховній Раді України, керівників структурних підрозділів Апарату Верховної Ради України;

- працівників міністерств та інших центральних органів виконавчої влади — керівники цих органів, голови депутатських фракцій (депутатських груп) у Верховній Раді України після прийняття відповідного рішення депутатською фракцією (депутатською групою);

- військовослужбовців, працівників Збройних Сил України та інших утворених відповідно до законів України військових формувань, працівників Служби безпеки України, органів внутрішніх справ, органів прокуратури, митної служби, податкової міліції — відповідний центральний орган виконавчої влади, голови депутатських фракцій (депутатських груп) у Верховній Раді України після прийняття відповідного рішення депутатською фракцією (депутатською групою);

- членів всеукраїнських об'єднань громадян — всеукраїнські об'єднання громадян, голови депутатських фракцій (депутатських груп) у Верховній Раді України після прийняття відповідного рішення депутатською фракцією (депутатською групою).

Клопотання про нагородження інших осіб та трудових колективів підприємств, установ і організацій вносяться Верховною Радою Автономної Республіки Крим, органами місцевого самоврядування, центральними органами виконавчої влади після прийняття рішення сесією відповідно Верховної Ради Автономної Республіки Крим, обласної, Київської та Севастопольської міських рад або колегією центрального органу виконавчої влади, а також головами депутатських фракцій (депутатських груп) у Верховній Раді України після прийняття відповідного рішення депутатською фракцією (депутатською групою).
Клопотання про нагородження іноземців та осіб без громадянства погоджується з Міністерством закордонних справ України.
Якщо нагородження Грамотою Верховної Ради України приурочується до ювілейних дат, професійних свят, клопотання про нагородження вноситься, як правило, не пізніше ніж за місяць до відповідної дати.
Одночасно з клопотанням про нагородження подаються такі документи: відомості про досягнення у вищезазначених сферах діяльності, щодо особи та щодо трудового колективу підприємства, установи, організації;
витяг з рішення сесії відповідно Верховної Ради Автономної Республіки Крим, обласної, Київської та Севастопольської міських рад або колегії центрального органу виконавчої влади (наприклад,
;
;
);
листок з обліку кадрів, у якому також зазначаються відомості про відзнаки особи, яка представляється до нагородження, засвідчений підписом керівника кадрової служби за основним місцем роботи для працюючих із зазначенням повної адреси цієї особи та скріплений відповідною печаткою; копії документів, що посвідчують нагородження відомчими відзнаками.
Подання про нагородження Грамотою Верховної Ради України і додані до нього документи попередньо розглядаються Головою Верховної Ради України і надсилаються до Комісії з питань нагородження Почесною грамотою та Грамотою Верховної Ради України.
Комісія з питань нагородження Почесною грамотою та Грамотою Верховної Ради України розглядає питання про нагородження Грамотою Верховної Ради України.
Організація підготовки матеріалів для розгляду Комісією з питань нагородження Почесною грамотою та Грамотою Верховної Ради України здійснюється Керівником Апарату Верховної Ради України як секретарем Комісії з питань нагородження Почесною грамотою та Грамотою Верховної Ради України з урахуванням висновку Управління
кадрів Апарату Верховної Ради України про відповідність матеріалів щодо нагородження встановленим вимогам.
Комісія з питань нагородження Почесною грамотою та Грамотою Верховної Ради України вносить пропозиції щодо нагородження Голові Верховної Ради України.
Дублікат Грамоти Верховної Ради України та нагрудного знака до неї видається за відповідним рішенням Комісії з питань нагородження Почесною грамотою та Грамотою Верховної Ради України, як виняток, за умови, якщо буде доведено, що їх втрачено внаслідок стихійного лиха або з інших причин, які не залежали від нагородженого.

## Відзначення
Про нагородження Грамотою Верховної Ради України видається Розпорядження Голови Верховної Ради України.
Розпорядження Голови Верховної Ради України про нагородження Грамотою Верховної Ради України публікується в газеті «Голос України».
Вручення Грамоти Верховної Ради України і нагрудних знаків до них нагородженим від імені Верховної Ради України здійснюється в урочистому порядку, як правило, Головою Верховної Ради України. За рішенням Голови Верховної Ради України вручення Грамоти Верховної Ради України може проводитися в іншому порядку.
Нагородженим Грамотою Верховної Ради України за рахунок коштів, передбачених кошторисом видатків на здійснення повноважень Верховної Ради України, оплачується робота фотографа, за необхідності, проживання в готелі протягом однієї доби, а також компенсуються в установленому порядку витрати за проїзд залізничним транспортом або автобусом міжміського сполучення для вручення у Верховній Раді України Грамоти Верховної Ради України.

## Опис Грамоти Верховної Ради України
Грамота Верховної Ради України складається з обкладинки і вкладки.
Обкладинка має форму прямокутника розміром 320×440 мм, складеного в один згин по лінії довгої сторони. На лицьовому боці обкладинки вгорі міститься тиснене фарбою золотистого кольору зображення фасаду будинку Верховної Ради України, в центрі — слова «Грамота Верховної Ради України».
Обкладинка виготовляється з твердого картону, її зовнішній бік обтягнутий шкірімітом синього кольору. Всередині обкладинки в місці її згину закріплено синьо-жовту муарову стрічку кольорів Державного Прапора України (співвідношення синього кольору до жовтого — 1:1) для вкладки.
Ліва внутрішня частина вкладки являє собою площину пастельно-жовтого кольору, обрамлену рамкою, що утворена бордюром із графічного зображення гілок калини золотистого кольору. Гілки орнаментально переплетено і графічно підтримано золотавою та жовтою каймою по внутрішньому і зовнішньому контурах. У нижній площині лівої внутрішньої частини вкладки розташоване кольорове фотографічне зображення будинку Верховної Ради України, у верхній — графічне зображення нагрудного знака до Грамоти Верховної Ради України.
Права внутрішня частина вкладки являє собою площину пастельно-жовтого кольору зі світло-блакитним зображенням малого Державного Герба України по всьому її полю і рамки з гілок калини. Угорі розташовуються написи фарбою сріблястого кольору: «Верховна Рада України»; «ГРАМОТА»; «За заслуги перед Українським народом»; «нагороджується». У написанні слова «Грамота» використовується давньослов'янський шрифт «Іжиця». Під словом «нагороджується» розташовано чотири лінії для написання посади, прізвища, імені та по батькові нагородженого чи назви трудового колективу підприємства, установи або організації, а нижче розташовано напис фарбою золотистого кольору Голова Верховної Ради України" і дві лінії: зліва — для зазначення дати і номера Розпорядження Голови Верховної Ради України про нагородження, справа — для підпису Голови Верховної Ради України.
Грамота скріплюється підписом Голови Верховної Ради України та гербовою печаткою Верховної Ради України і вручається разом з нагрудним знаком (нагрудний знак вручається виключно фізичним особам).

## Опис нагрудного знака до Грамоти Верховної Ради України
Нагрудний знак до Грамоти Верховної Ради України має форму правильного кола діаметром 30 мм з опуклим бортиком уздовж зовнішнього краю.
У верхній частині лицьової сторони нагрудного знака розміщено силуетне зображення фасаду будинку Верховної Ради України, обрамлене стрічкою і двома лавровими гілками. У нижній частині — напис «Україна». Усі зображення опуклі.
На зворотній стороні нагрудного знака розміщено напис опуклими літерами: «Грамота Верховної Ради України». Над написом розташоване зображення малого Державного Герба України.
Нагрудний знак за допомогою кільця з вушком з'єднується з фігурною колодкою прямокутної форми, витягнутої по горизонталі, покритою синьо-жовтою муаровою стрічкою кольорів Державного Прапора України (співвідношення синього кольору до жовтого — 1:1).
Нагрудний знак до Грамоти Верховної Ради України виготовляється з латуні з наступними срібленням і електрополіруванням, прикріплюється до одягу за допомогою горизонтальної шпильки на зворотній стороні колодки.
Нагрудний знак до Грамоти Верховної Ради України нагороджені — фізичні особи носять на грудях зліва.